# Cartils
Cartils (Limburgs: Kertiels) is een buurtschap ten zuidoosten van Wijlre in de gemeente Gulpen-Wittem in de Nederlandse provincie Limburg. De buurtschap ligt op de plaats waar het Eyserbeekdal uitmondt in het Geuldal. De naam is afgeleid van het Latijnse woord 'cortilis' dat betekent bij een 'curtis' (hofstede) behorend. In de 8e of 9e eeuw was hier al een grote hoeve aanwezig.
In Cartils staan het kasteel Cartils en 4 vierkantshoeven onder andere gebouwd in vakwerkstijl en met speklagen. Aan de holle weg naar Eys staat een monument uit 1944 ter herinnering aan 4 Canadese vliegeniers die in dat jaar omgekomen waren.
De heren van kasteel Cartils beschouwden hun domein - dat bestond uit het kasteel, een pachthoeve en enkele huizen – als een zelfstandige heerlijkheid binnen het Heilige Roomse Rijk. Deze claim werd betwist door de heren van Wijlre die meenden dat Cartils behoorde tot hun eigen heerlijkheid. Met de Franse inval van 1795 kwam definitief een einde aan de (omstreden) zelfstandigheid van Cartils.
Bij de buurtschap Cartils lag in de periode van 28 juni 1922 tot de opheffing op 5 april 1938 de tramlijn Gulpen-Wijlre-Vaals als onderdeel van de tramlijn Maastricht-Vaals. Ter hoogte van de sportvelden van Gulpen lag er een sporendriehoek. Bij Cartils werd er een talud aangelegd om de beken Geul en Eyserbeek over te kunnen steken. Dit talud is thans nog in het landschap zichtbaar en liep verder achter Kasteel Cartils langs om via de Kleinveldjesweg aan te sluiten op de spoorverbinding van Station Wijlre.

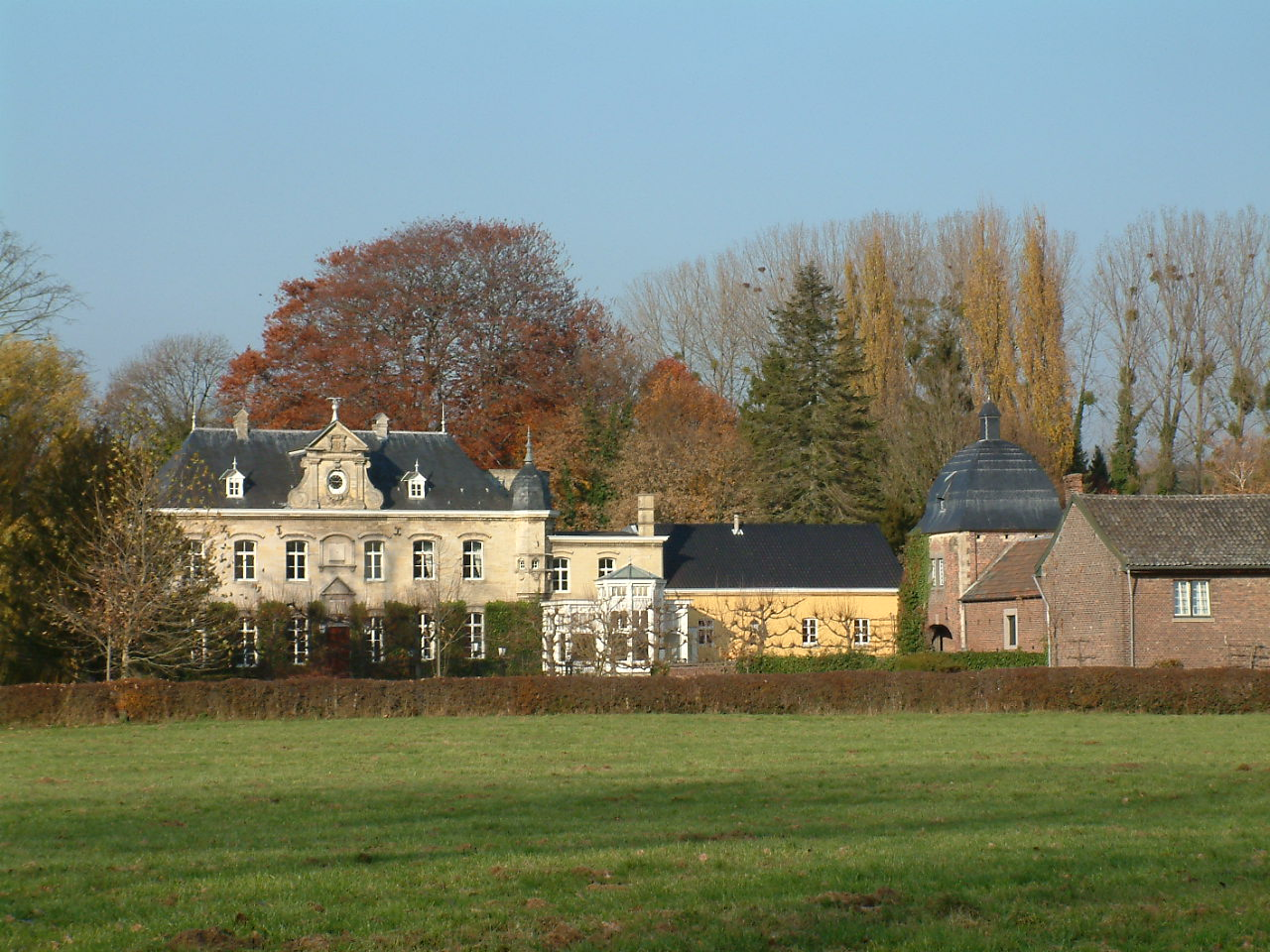
Kasteel Cartils
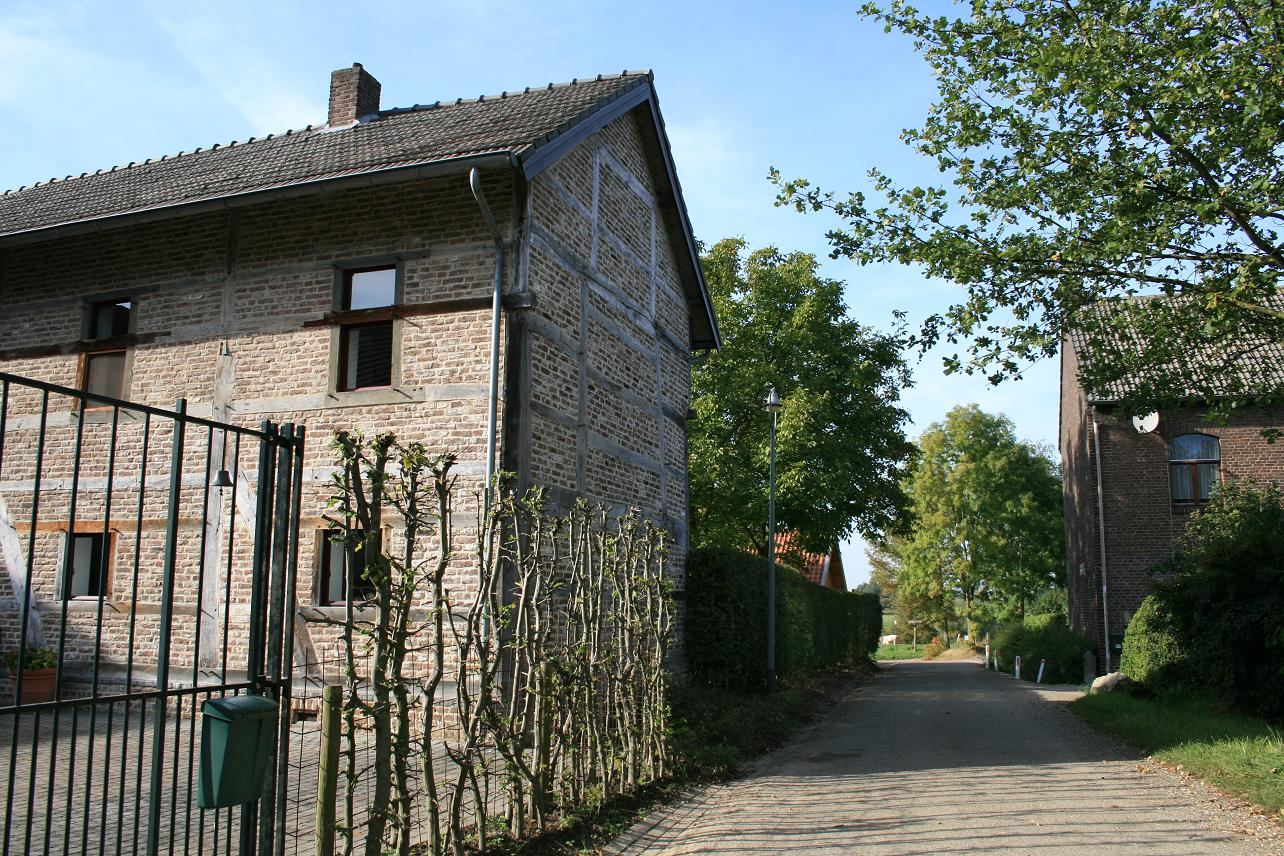
Vakwerkhuis
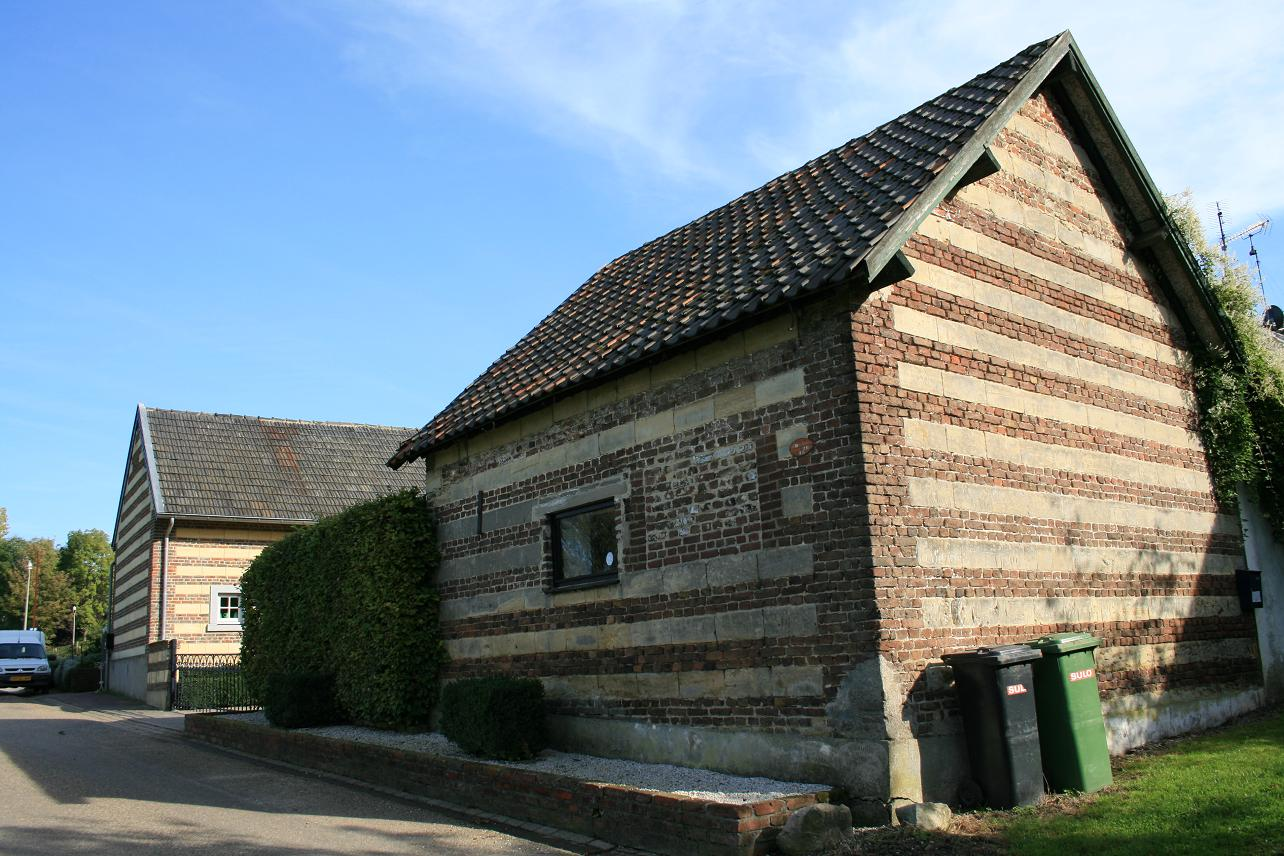
Boerderij met speklagen
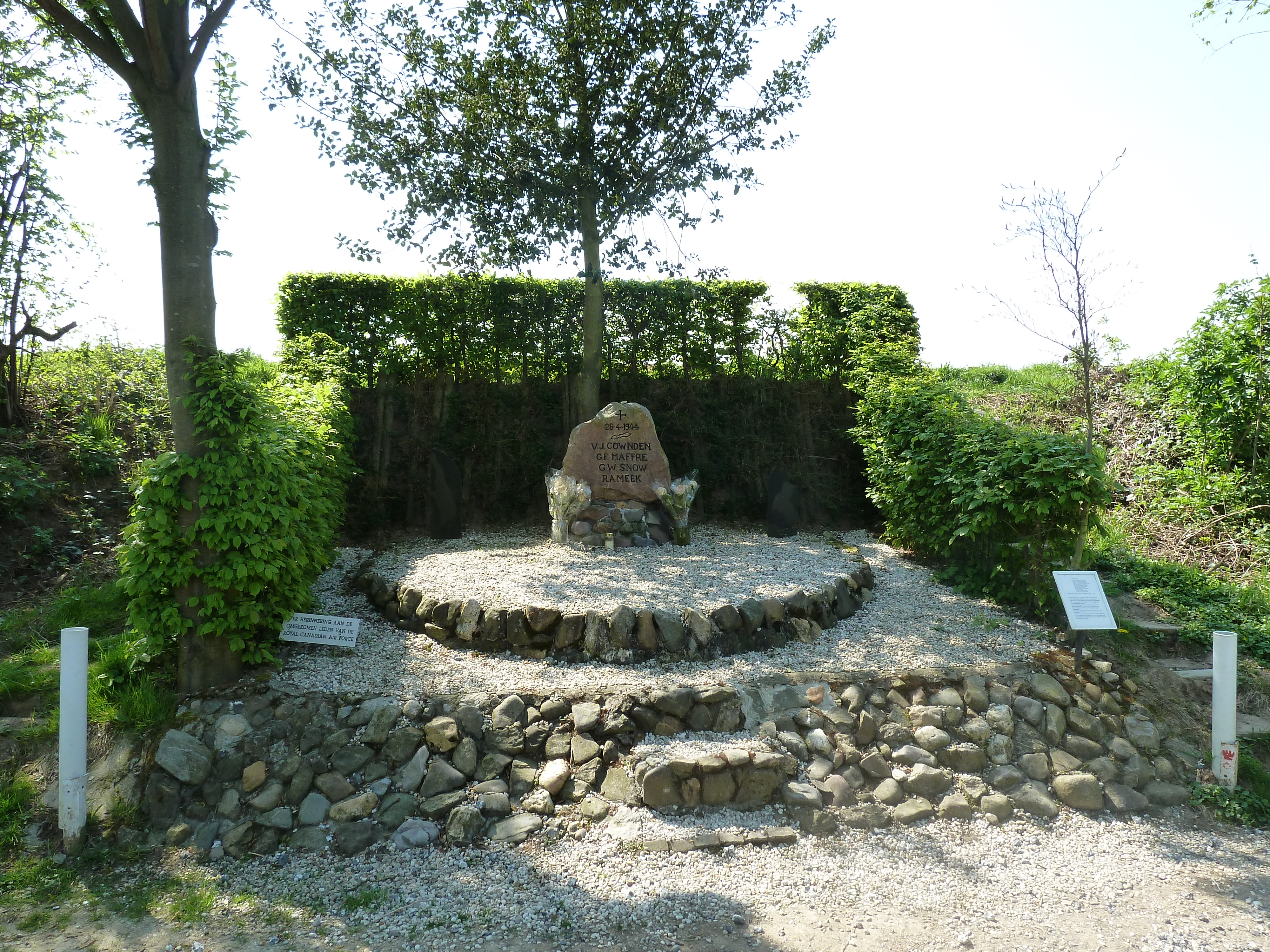
Oorlogsmonument bij Cartils

Dorpen: Epen · Eys · Gulpen · Mechelen · Nijswiller · Partij-Wittem · Reijmerstok · Slenaken · Wahlwiller · Wijlre

Gehuchten en buurtschappen: Beertsenhoven · Berghem · Berghof · Beutenaken · Billinghuizen · Bissen · Bommerig · Broek · Cartils · Crapoel · Dal · Diependal · Elkenrade · Elzet · Eperheide · Etenaken · Euverem · Eyserhalte · Eyserheide · Gracht Burggraaf · Heijenrath · Helle · Hilleshagen · Höfke · Hoogcruts · Hurpesch · De Hut · Ingber · Kapolder · Kleeberg · Klein-Kullen · Klein-Kuttingen · Kosberg · Kuttingen · Landsrade · Overeys · Overgeul · Partij · Pesaken · De Piepert · Plaat · Schilberg · Schweiberg · Sinselbeek · Stokhem · Terpoorten · Terziet · Trintelen · Waterop · Wittem

Limburg: Steden en dorpen      Nederland: Provincies · Gemeenten